# The Bohemian Girl (opera)

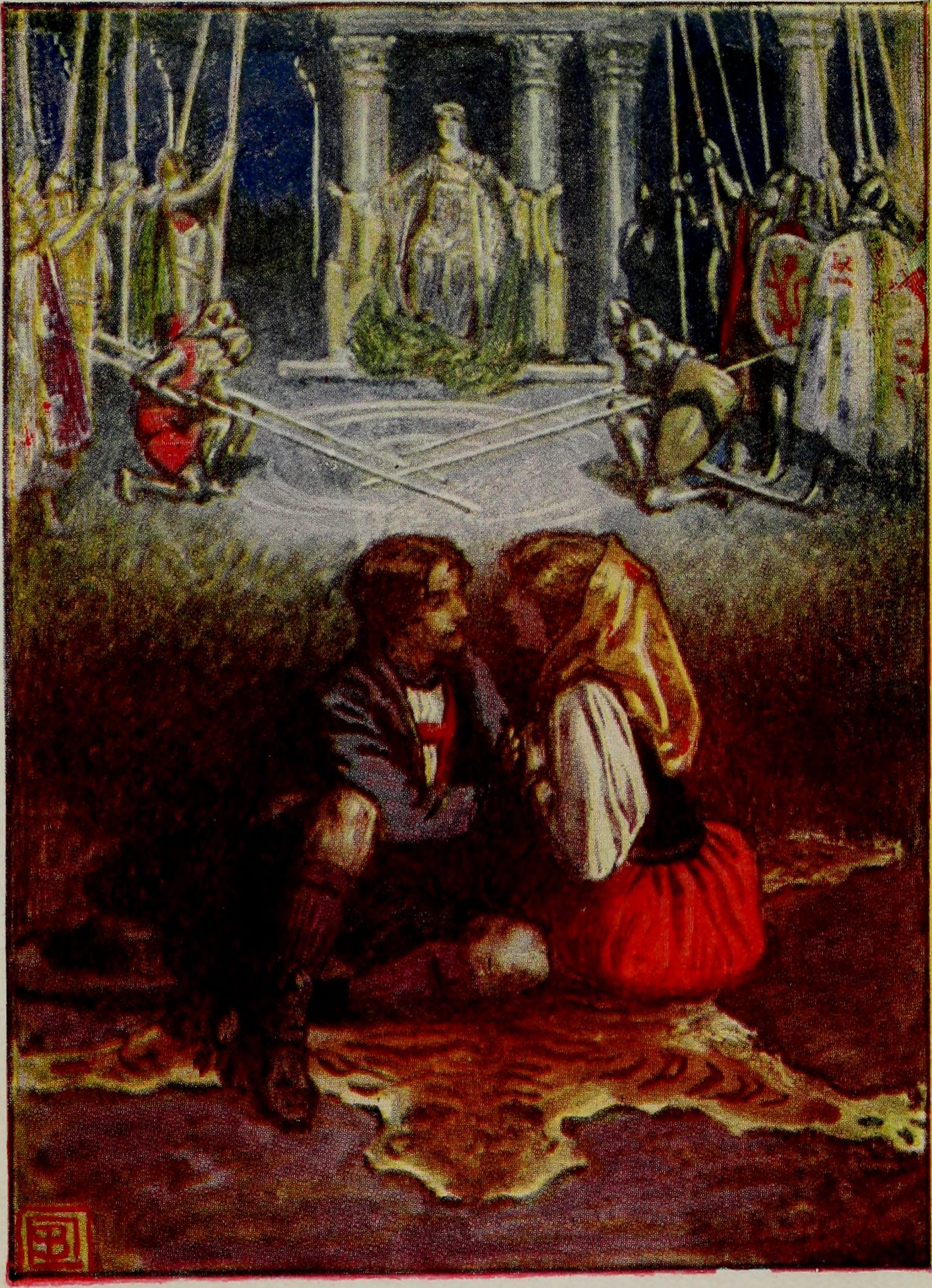
I Dreamt I Dwelt in Marble Halls' .Illustratie van Byam Shaw (1910)

The Bohemian Girl is een Ierse romantische opera gecomponeerd door Michael William Balfe op een libretto van Alfred Bunn. Het verhaal is losjes gebaseerd op het verhaal La Gitanilla van Miguel de Cervantes. De bekendste aria uit het stuk is I Dreamt I Dwelt in Marble Halls. De opera was vooral populair in de periode van het einde van de 19e eeuw en begin 20e eeuw en wijd verspreid opgevoerd in met name Engelstalige landen.

## Geschiedenis
De opera werd voor het eerst geproduceerd en opgevoerd in Londen en ging op 27 november 1843 in het Drury Lane Theatre in première onder directie van Balfe en met hoofdrollen voor Elizabeth Rainforth (Arline, sopraan) en William Harisson (Thaddeus, tenor).
Tijdens het leven van Balfe werd de opera ook in meerdere landen opgevoerd en in verschillende talen vertaald. Die Zigeunerin ging in 1846 in Wenen in première en speelde tegelijk in drie verschillende theaters aldaar. De Italiaanse versie, La Zingara, werd in 1854 opgevoerd in Triëst en de Franse versie, La Bohémienne, in 1862 in Rouen.

## Rolverdeling
Arline, dochter van graaf Arnheim (sopraan)

Thaddeus, een Poolse edelman en voortvluchtige (tenor)

Graaf Arnheim, graaf en vader van Arline (bariton

Koningin van de zigeuners (alt)

Devilshoof, hoofd van de zigeuners (bas)

Florestein, neef van de graaf (tenor)

Buda, de bediende van Arline (sopraan)

Kapitein van de Garde (bas)

Officier (tenor)

Eerste zigeuner 

Tweede zigeuner

## Verhaal
1e Bedrijf
Een Poolse edelman, Thaddeus, in ballingschap in Oostenrijk, sluit zich aan bij een groep zigeuners . Hij redt Arline, het dochtertje van graaf Arnheim, van de dood doordat zij werd aangevallen door een hert. De graaf nodigt hem uit dankbaarheid uit voor een banket, waar Thaddeus weigert te toasten op een standbeeld van de Oostenrijkse keizer. In plaats daarvan giet hij zijn wijn over het standbeeld heen. Hij ontsnapt aan zijn woedende gastheer met de hulp van zijn zigeunervriend Devilshoof, die Arline ontvoert.
2e Bedrijf
Twaalf jaar zijn verstreken, Arline kan zich haar nobele opvoeding slechts vaag herinneren. Zij en Thaddeus zijn liefjes, maar de zigeunerkoningin is ook verliefd op hem. Arnheims neef Florestein wordt verliefd op Arline (haar niet herkennend), maar de koningin plant een van Florestein gestolen medaillon op Arline. Florestein herkent het medaillon en laat haar arresteren. Ze wordt berecht voor de graaf die het litteken op haar arm herkent van de aanval door het hert.
3e Bedrijf
Arline is op een bal in het kasteel van haar vader, waar ze terugdenkt aan haar Roma-opvoeding en aan haar ware liefde. Thaddeus breekt door een raam het kasteel binnen en smeekt om haar hand. Hij wint uiteindelijk het vertrouwen van de graaf die hij twaalf jaar geleden heeft beledigd, en de graaf geeft hen zijn zegen. De zigeunerkoningin volgt Thaddeus naar het kasteel en probeert door hetzelfde raam in te breken om Arline te doden met een musket en Thaddeus te ontvoeren. Voordat ze haar plan kan uitvoeren, probeert Devilshoof echter het wapen uit haar handen te rukken en wordt ze per ongeluk gedood in het handgemeen.

## Filmversies
In 1922 werd de opera verfilmd in Groot-Brittannië en uitgebracht als stomme film. Arline  werd gespeeld door Gladys Cooper en Thaddeus door Ivor Novello. Ellen Terry, in de rol van Buda speelde in deze film haar laatste filmrol.
De bekendste filmversie is The Bohemian Girl uit 1936 van Laurel en Hardy. Een film die werd aangekondigd als een komedieversie van The Bohemian Girl. De rollen gespeeld door Laurel en Hardy komen niet voor in de operaversie, ook verschijnt Thaddeus niet in deze film.

## Culturele verwijzingen
De Ierse schrijver James Joyce verwijst tot twee keer toe naar de opera in zijn verhalenbundel Dubliners. In het verhaal Clay zingt het personage Maria enkele regels uit I Dreamt I Dwelt in Marble Halls. De aria wordt door Joyce opnieuw geciteerd in zijn roman Finnegans Wake
De Amerikaanse schrijfster Willa Cather, die in haar tienerjaren de opera had gezien, liet zich ook frequent inspireren door de karakters, het verhaal en de muziek van de opera. In 1912 schreef zij het korte het verhaal The Bohemian Girl met citaten uit de bekende aria van deze opera. Ook het verhaal kent enige parallellen met het oorspronkelijke verhaal.
De aria I Dreamt I Dwelt in Marble Halls is door vele artiesten gezongen en opgenomen waaronder Dame Joan Sutherland, Sissel Kyrkjebø en Enya. De aria wordt ook gezongen in de films The Age of Innocence uit 1993 en The Governess uit 1998.